# Eutropia
Eutropia (zm. 350) – córka władcy rzymskiego Konstancjusza I Chlorusa i jego drugiej żony – Flawii Maksimiany Teodory. Imię odziedziczyła po swojej babce – Eutropii (żonie cesarza Maksymiana). Była przyrodnią siostrą cesarza Konstantyna I.
Mężem jej został Virius Nepotian – konsul w 336 roku. Z ich związku zrodził się Nepocjan (właściwie: Flavius Iulius Popilius Nepotianus Constantinus).

## Wywód przodków
| 4. Eutropius |  |                           |  |  |             |
|              |  | 2. Konstancjusz I Chlorus |  |  |             |
| 5. Klaudia   |  |                           |  |  |             |
|              |  |                           |  |  | 1. Eutropia |
| 6. Maksymian |  |                           |  |  |             |
|              |  | 3. Teodora                |  |  |             |
| 7. Eutropia  |  |                           |  |  |             |
|              |  |                           |  |  |             |